# Gretchen Whitmer
Gretchen Esther Whitmer (Lansing, Michigan, 23 d'agost de 1971) és una política estatunidenca que ocupa el càrrec de 49a governadora de Michigan. És membre del Partit Demòcrata i va ser membre de la Cambra de Representants de Michigan del 2001 al 2006 i del Senat de Michigan del 2006 al 2015.
Whitmer va néixer i es va criar a Michigan. Es va graduar a Forest Hills Central High School, a prop de Grand Rapids (Michigan), Universitat Estatal de Michigan i Michigan State University College of Law. Es va presentar sense èxit a la cambra baixa estatal en els anys noranta abans de ser elegida el 2000. El 2006 es va convertir en senadora estatal, posició que mantingué fins al 2015 a causa de la limitació de mandats. Va ser la primera líder demòcrata del Senat de Michigan del 2011 al 2015. El 2013, Whitmer va guanyar atenció nacional per un discurs al senat durant un debat sobre l'avortament en què va compartir l'experiència d'haver sigut agredida sexualment. Durant sis mesos del 2016 va ser la fiscal del comtat d'Ingham.
Whitmer va ser elegida governadora en les eleccions governamentals del 2018 després de vèncer el fiscal general republicà Bill Schuette. Com a governadora. Whitmer s'ha centrat en sanitat i infraestructures. El febrer del 2020 va ser elegida per respondre al discurs de l'estat de la Unió de 2020 del president Donald Trump.